# 彦音
彦音（ひこおと）は、埼玉県三郷市の町名。現行行政地名は彦音一丁目および二丁目。郵便番号は341-0002。

## 地理
埼玉県の東部地域で三郷市の北部の沖積平野に位置しており、中川を境に八潮市八條と接する東西に細長い地域。東の境には二郷半領用水が流れている。中川の左岸沿いに自然堤防が形成され、住宅が所在している。

## 沿革
かつては江戸期より存在した下総国葛飾郡二郷半領に属する彦音村だった。中世末期頃に彦糸村より分村して成立したと云う。
- はじめは幕府領。以降変遷なし[3]。なお、検地は寛文年間および1697年（元禄10年）に実施。
- 1612年（慶長17年）に伊奈忠次により地内に二郷半領用水が開削される[5]。
- 寛永年間頃に武蔵国に編入された[3]。
- 幕末の時点では葛飾郡に属し、明治初年の『旧高旧領取調帳』の記載によると、幕府領（代官・佐々井半十郎支配所）[6]。
- 1868年（慶応4年）6月19日 - 幕府領が武蔵知県事・山田政則（忍藩士）の管轄となる。
- 1869年（明治2年）1月13日 - 武蔵知県事・河瀬秀治の管轄区域に小菅県を設置、小菅県の管轄となる[7]。県庁は葛飾郡小菅村に置かれる。
- 1871年（明治4年）11月13日 - 第1次府県統合により埼玉県の管轄となる。
- 1879年（明治12年）3月17日 - 郡区町村編制法により成立した北葛飾郡に属す。郡役所は杉戸宿に設置。
- 1889年（明治22年）4月1日 - 町村制施行に伴ない、北葛飾郡彦成村、番匠免村、上口村、彦倉村、彦糸村、彦野村、彦江村、下彦川戸村、上彦川戸村、上彦名村、彦音村、彦沢村、花和田村、谷口村、采女新田が合併して彦成村が成立、彦音村は彦成村の大字彦音となる。
- 1956年（昭和31年）9月30日 - 彦成村が東和村、早稲田村と合併し三郷村が成立。三郷村の大字となる。
- 1964年（昭和39年）10月1日 - 三郷村が町制施行し、三郷町の大字となる。
- 1972年（昭和47年）
  - 5月3日 - 三郷町が市制施行し、三郷市の大字となる。
  - 7月1日 - 大字彦音の一部が彦成一丁目〜五丁目の成立に伴い編入[4]。
- 1976年（昭和51年）
  - 1月6日 - 大字彦音の一部が彦糸一丁目〜三丁目の成立に伴い編入[4]。
  - 3月31日 - 地番変更の実施に伴ない、大字彦音の大部分、大字彦糸の一部、大字彦成の各一部から彦音一丁目〜二丁目が成立[4]。これにより、大字彦糸は人口0人の小区域として残る[4]。
- 2012年（平成24年）3月24日 - 地内に埼玉県道67号のバイパス道路（都市計画道路三郷吉川線）が開通する。

## 交通

### 鉄道
- 地内に鉄道は敷設されていない。最寄り駅は武蔵野線新三郷駅となる。

### 道路
- 東京都道・埼玉県道67号葛飾吉川松伏線・バイパス（都市計画道路三郷吉川線）
- 彦成通り

## 施設
- 彦音香取神社